# Saufatu Sopoanga
Saufatu Sopoanga (ur. 22 lutego 1952, zm. w grudniu 2020) – polityk Tuvalu, minister w kilku rządach, w latach 2002–2004 premier kraju.
Był ministrem finansów. 2 sierpnia 2002 został powołany na urząd premiera, który sprawował do 26 sierpnia 2004. Jego odwołaniu towarzyszyły liczne kontrowersje. Przy braku klasycznego podziału na partie polityczne, piętnastoosobowy parlament składa się z luźno ze sobą powiązanych sympatyków oraz przeciwników obozu rządzącego. Wotum nieufności dla Sopoangi uchwalone zostało większością głosów 8 do 6, przy nieobecności jednego z sympatyków premiera (przebywał na kuracji w Nowej Zelandii) oraz nieoczekiwanej zmianie poglądów innego z nich.
Później Saufatu Sopoanga pełnił funkcję wicepremiera, ministra komunikacji i transportu oraz ministra pracy i energii w rządzie Maatia Toafa